# Michael Rabušić
Michael Rabušić (Kroatisch: Mihajlo Rabušić; Náměšť nad Oslavou, 17 september 1989) is een Tsjechisch-Kroatisch voormalig voetballer die doorgaans speelde als aanvaller. Tussen 2006 en 2025 was hij actief voor Vysočina Jihlava, 1. FC Brno, Slovan Liberec, Hellas Verona, Perugia, Crotone, opnieuw Slovan Liberec, opnieuw Vysočina Jihlava, Szombathelyi Haladás, Dynamo České Budějovice en opnieuw Slovan Liberec. Rabušić maakte in 2013 zijn debuut in het Tsjechisch voetbalelftal en kwam uiteindelijk tot drie interlandoptredens.

## Carrière
Op zesjarige leeftijd zette Rabušić zijn eerste schreden in het voetbal, toen hij ging spelen bij de plaatselijke club Náměšť nad Oslavou. Na zeven jaar vertrok hij naar Vysočina Jihlava, voor wiens jeugdopleiding hij speelde tot aan 2006. Vanaf het seizoen 2006/07 was de aanvaller onderdeel van de eerste selectie van de club. In juli 2007 hadden Vysočina en 1. FC Brno een akkoord voor een transfer, maar Rabušić besloot te blijven bij zijn club.
In januari 2009 werd de transfer alsnog voltooid, al verliet Rabušić in 2011 Brno weer voor een driejarig contract bij Slovan Liberec. In 2014 vertrok Rabušić naar het Italiaanse Hellas Verona. Die club verhuurde hem vervolgens aan Perugia. Daar scoorde hij één goal in zestien wedstrijden. Vervolgens werd hij in februari 2015 voor de tweede keer uitgeleend door Hellas Verona. De Tsjech werd ditmaal verhuurd aan Crotone tot en met het einde van het seizoen. In de zomer van 2015 werd hij voor één seizoen verhuurd aan Slovan Liberec.
Rabušić liet Hellas in de zomer van 2016 definitief achter zich en hij verkaste naar Vysočina Jihlava, waar hij zijn handtekening zette onder een verbintenis voor de duur van twee seizoenen. Na tweeënhalf jaar verliet de Tsjech zijn vaderland opnieuw; nu ging hij voetballen bij Szombathelyi Haladás waar hij voor tweeënhalf jaar tekende. Medio 2019 verliet hij deze club voor Dynamo České Budějovice. Een jaar later keerde hij terug bij Slovan Liberec. In maart 2025 maakte Rabušić bekend aan het einde van de jaargang 2024/25 op vijfendertigjarige leeftijd een punt achter zijn actieve loopbaan te gaan zetten.

## Interlandcarrière
Onder leiding van bondscoach Michal Bílek maakte hij zijn debuut in de nationale ploeg van Tsjechië op 14 augustus 2013 in de vriendschappelijke uitwedstrijd tegen Hongarije (1–1) in Boedapest. Hij viel in dat duel na 58 minuten in voor Matěj Vydra. Ook Václav Procházka en Ondřej Vaněk maakten in die wedstrijd hun debuut voor de Tsjechen. Op basis van zijn afkomst kwam Rabušić ook in aanmerking voor het Kroatisch voetbalelftal.